# ムフージ・カイネルガバ
ムフージ・カイネルガバ（英語: Muhoozi Kainerugaba, 1974年4月24日 - ）は、ウガンダの軍人。ウガンダ人民防衛軍国防軍司令官を務める。

## 人物
1974年4月24日、ダルエスサラームでヨウェリ・ムセベニの息子として生まれる。当時、ムセベニ一家は父ヨウェリの指揮する国民抵抗軍の影響もありアミン政権から「テロリスト」扱いされており、ウガンダ国内に入国できない状態が続いていた。
生粋のクリスチャンであり、これは中学時代をケニアのニエリにある学校に通っていた事に起因する。その後エジプトの士官学校やサンドハーストを卒業。1997年には政治学の学位取得を果たしている。

## 論争と政治的主張

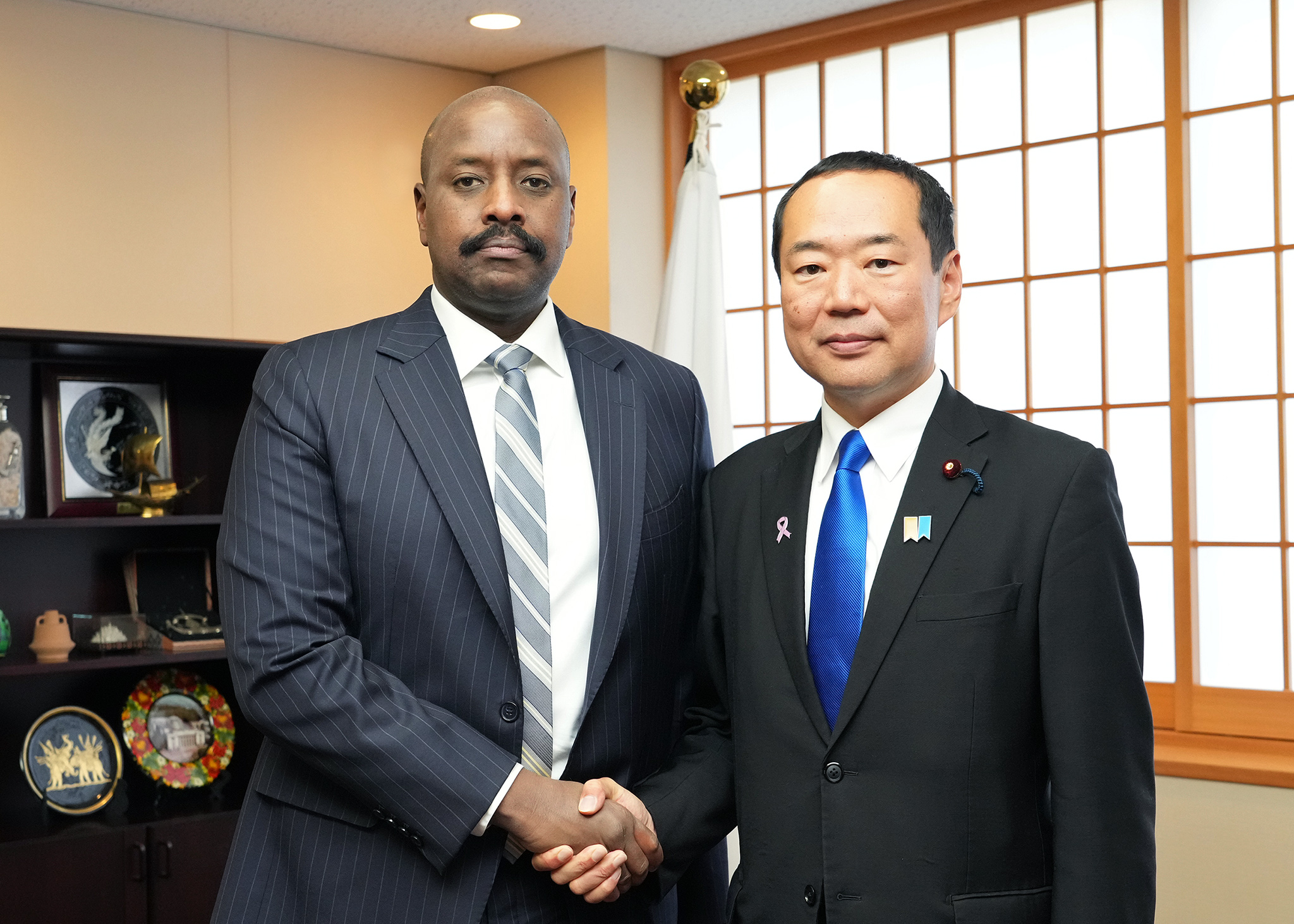
2024年11月25日、霞が関の外務省庁舎にて藤井比早之外務副大臣と会談を行うカイネルガバ

1999年、ムフージはウガンダ人民防衛軍に入隊を果たし、父ヨウェリの忠実な部下として軍務を全うしていた。しかし、2020年12月31日から論争を引き起こす発言を2023年現在まで繰り返しており、2022年より政治的な発言を行っている。2022年2月、ロシアのウクライナ侵攻を支持し、プーチン政権を肯定する意見をX（twitter）上に書き込んだ上で「絶対に正しい！」とコメント。2023年3月下旬には「プーチニストと呼ばれるかもしれないが、モスクワが帝国主義勢力に脅かされることがあれば、ウガンダは防衛のために援軍を送る！」、「東欧問題に関しては、アフリカ人はプーチン大統領を信じるのみだ。西側諸国は、無益な親ウクライナのプロパガンダを流して時間を浪費している。ウクライナでは、ロシア、中国、アフリカ、インド、南米が勝つだろう。人類の75％が15％に勝利するだろう。」と発言して物議を醸した。また、ロシアのみならず、様々な国の政治家についても言及している。
2022年5月にはドナルド・トランプを称賛、「私が尊敬する唯一の白人」と表現。2022年10月、次期首相になるとして注目を集めていたジョルジャ・メローニ現首相に対し100頭の牛をプレゼント。これを拒否すれば「ローマを征服する」と脅迫状を突きつけ、注目を集めた。同月3日にはケニアに対し「2週間でナイロビを占領（征服）できる」と脅迫、両国間で緊張が高まるなど外交問題を引き起こし、父ムセベニは謝罪を迫られた。10月4日、ムフージは人民防衛軍司令官から外された。
エチオピアに反旗を翻すティグレ州への支持を表明しており、コンゴ東部の紛争で大量虐殺や人権侵害を繰り返す反政府勢力への支持も行った。これらの過激な言動、広範な影響力やTwitter（X）の多用から「つぶやき将軍」と呼ばれている。
2023年3月15日には次期大統領選挙に出馬する旨を公表し、ムセベニの後継者と目されている。父ムセベニの所属する国民抵抗運動 (NRM)内での台頭が高まったものの、自身はこの時点でまだNRMに所属しておらず。ムセベニ自身もムフージを「汎アフリカ主義者」と言及しつつも、政権世襲は断固否定している。後述するように2025年5月の時点でムフージは次期大統領選挙には自身ではなく父ムセベニが立候補することを前提とした発言を行っている。
2024年3月21日、父ムセベニより軍の最高司令官に任命されたことが国防省より発表された。
2025年5月には軍の兵士が歌手で野党指導者のボビ・ワインのボディーガードを拘束して拷問したと主張。これは前菜にすぎないと脅し、また今後は女性兵士に対するズボンの着用を禁止し、今は全女性兵士がスカートで行進すると述べた。同月15日にはXにて、翌2026年1月に執行が予定されている次期大統領選挙において、父ムセベニに投票しない者は全員国外追放すると警告した。